# Pier Francesco Guarguaglini
Pier Francesco Guarguaglini (Castagneto Carducci, 25 febbraio 1937) è un dirigente pubblico italiano, presidente di Finmeccanica fino al 1º dicembre 2011.

## Biografia
Ha conseguito la laurea in ingegneria elettronica presso l'Università di Pisa e il Collegio Pacinotti, attuale Scuola Superiore Sant'Anna, e ha successivamente conseguito il Ph.D. (dottorato di ricerca) presso l'Università della Pennsylvania.
Durante la sua attività professionale ha ricoperto molteplici incarichi manageriali: direttore generale delle Officine Galileo (1984-1994), amministratore delegato di Oto Melara e Breda Meccanica Bresciana (1994-1996), responsabile del settore Difesa di Finmeccanica (1996-1999), presidente di Alenia Marconi Systems (1998-2000), amministratore delegato di Fincantieri (1999-2002).
Dal 2002 è stato presidente e amministratore delegato di Finmeccanica, incarico confermato dalle assemblee degli azionisti nel maggio 2003 e a luglio 2005. Il mandato ha avuto termine il 1º dicembre 2011, quando è stato sfiduciato dal consiglio di amministrazione per il suo presunto coinvolgimento nel sistema di corruzione degli appalti ENAV.
Nel 2005, durante la sua gestione, Finmeccanica vince la gara, successivamente annullata, indetta dal governo degli USA per la realizzazione dell'elicottero del Presidente degli Stati Uniti d'America il Marine One. La commessa, del valore di 1,7 miliardi di dollari, riguardante la fornitura di 23 elicotteri, era stata vinta dalla AgustaWestland (una società pubblica appartenente al gruppo Finmeccanica) battendo la concorrenza dell'azienda americana Sikorsky: era la prima volta che la produzione dell'elicottero presidenziale veniva commissionata a una società non statunitense.
La commessa è stata annullata dall'Amministrazione del Presidente Obama per le levitazione, in corso d'opera, dei costi di progettazione non dovuta a errori o ritardi dei produttori, ma per ottemperare a complesse modifiche richieste dal Pentagono.
Nel 2009 ha ricevuto il Premio America della Fondazione Italia USA. È inoltre membro del comitato europeo della Commissione Trilaterale, un gruppo di interesse fondato nel 1973 da David Rockefeller.
Durante gli anni della presidenza Finmeccanica, è stato membro del gruppo italiano della Commissione Trilaterale.

## Indagini giudiziarie e dimissioni da presidente di Finmeccanica
Nel 2011, insieme alla moglie Marina Grossi (amministratore delegato di Selex Sistemi Integrati), viene indagato dalla Procura di Roma per frode fiscale e false fatturazioni per operazioni inesistenti, nell'ambito dell'inchiesta sugli appalti assegnati dall'Enav a Selex Sistemi Integrati. Questo coinvolgimento ha portato alla sua rimozione dalla presidenza e dal CdA il 1º dicembre 2011 con una buona uscita di 5,5 milioni di euro. Successivamente, la sua posizione è stata archiviata.